# Prorasea fernaldi
Prorasea fernaldi är en fjärilsart som beskrevs av Munroe 1974. Prorasea fernaldi ingår i släktet Prorasea och familjen Crambidae. Inga underarter finns listade i Catalogue of Life.